# Roman Fostriak
Roman Fostriak (ur. 9 kwietnia 1955 w Zielonej Górze) – polski lekkoatleta, wieloboista, medalista mistrzostw Polski, reprezentant Polski.

## Kariera sportowa
Był zawodnikiem Budowlanych Kielce, jego trenerem był Zdzisław Furmanek.
Na mistrzostwach Polski seniorów na otwartym stadionie zdobył jeden medal: brązowy w dziesięcioboju w 1979.
Reprezentował Polskę w zawodach Pucharze Europy w wielobojach, zajmując w 1979 16. miejsce w finale, z wynikiem 7347.
Rekord życiowy w dziesięcioboju: 7593 (8.08.1979), według tabel obowiązujących od 1985.